# Tomasz z Chrobrza
Tomasz z Chrobrza (ur. w Chrobrzu, zm. 8 sierpnia 1436 w Krakowie) – polski duchowny rzymskokatolicki, rektor Akademii Krakowskiej, oficjał i wikariusz generalny in spiritualibus diecezji krakowskiej, prawnik. Kanonik katedralny krakowski, kapituły św. Idziego i kantor kolegiaty łęczyckiej, archidiakon sandomierski.

## Życiorys
Pochodził z rodziny rycerskiej z Chrobrza koło Wiślicy. W 1401 r. rozpoczął studia na Wydziale Sztuk Wyzwolonych Uniwersytetu Krakowskiego, na przełomie 1403 i 1404 r. zdobył tytuł bakałarza artium. Kontynuował następnie studia filozoficzne, a następnie rozpoczął studiowanie prawa kanonicznego. Tytuł licencjata dekretów zdobył ok. 1420, mowę z tej okazji wygłosił wtedy wicekanclerz uniwersytetu Mikołaj z Kozłowa. Został wtedy członkiem Kolegium Prawniczego i zaczął wykładać prawo kanoniczne.

### Działalność uniwersytecka
Niedługo później odbył promocję doktorską, a w październiku 1421, już jako doktor dekretów, wybrany został na rektora Akademii Krakowskiej, urząd ten pełnił przez jeden semestr, tj. do kwietnia 1422 roku. 
W 1429 r. wraz z Stanisławem ze Skarbimierza, Jakubem z Zaborowa, Janem Elgotem i Adamem z Będkowa opracował consilium w kwestii prawa do dysponowania koronami królewskimi przez Zygmunta Luksemburskiego, który forsował wtedy plan koronacji Witolda Kiejstutowicza na króla Litwy. Udowodnili wtedy, że prawo nadawania godności królewskiej należy jedynie do papieża.

### Działalność kościelna
W latach 1423−26 był plebanem w jego rodzinnym Chrobrzu. 
Od 1423 r. był bliskim współpracownikiem biskupa krakowskiego Zbigniewa Oleśnickiego. W 1424 r. został kanonikiem Krakowskiej Kapituły Katedralnej i archidiakonem sandomierskim, godność archidiakona sprawował jedynie do początku 1426 roku. W 1426 r. został altarystą św. Andrzeja w wawelskiej katedrze,
Około 1430 r. Zbigniew Oleśnicki mianował go oficjałem i wikariuszem generalnym in spiritualibus diecezji krakowskiej. Urząd oficjała sprawował do sierpnia 1433 roku, lecz wikariuszem generalnym pozostał do końca życia.